# 阿部統
阿部 統（あべ おさむ、1974年 - ）は日本のデザイナー、イラストレーター。東京都出身。株式会社プレックス所属。

## 来歴・人物
中学生の頃から特撮作品の怪人デザイナーを志し、1993年、高校卒業と前後して雨宮慶太が主宰する有限会社クラウドにアルバイトとして参加。1994年に『忍者戦隊カクレンジャー』で19歳にしてキャラクターデザイナーとしてデビューするが、それ以前にも『五星戦隊ダイレンジャー』にゴーマ怪人のギミックのデザインという形で携わっている。続く『超力戦隊オーレンジャー』では、雨宮の推薦によりメインデザイナーをつとめ、以降も1990年代後半のスーパー戦隊シリーズのキャラクターデザインに多く携わった。
クラウドの規模縮小に伴い同社を退社後、株式会社プレックスに所属していた新田康弘の誘いで2002年に同社へ入社。以降はゲスト怪人などを手がけていた1990年代とは反対に、玩具・ヒーローサイドから東映特撮のデザインワークに複数関与。プレックスにおける代表的な仕事としては、『仮面ライダー電王』のソードフォームや『仮面ライダーキバ』のキバフォームなどが挙げられる。後年のインタビューにおいて、阿部は怪人デザインの場合、自分の名前も出ることから自分の一番やりたい部分を出していくのに対して、仮面ライダーの場合はあまり自分の線が出ないよう、極力プレーンな線や、正統派もしくは見ていて安心する形などといった、公約数や清潔感みたいな部分に気を遣うと、デザイン作業における両者の違いを語っている。
この他、阿部と同様にスーパー戦隊シリーズのデザインワークにも多数関与した、企画者104の松井大を同社社長の横田誠に紹介したのも阿部である。

## 活動

### 特撮
- スーパー戦隊シリーズ
  - 忍者戦隊カクレンジャー（1994年）[2]
  - 超力戦隊オーレンジャー（1995年）[3]
  - 激走戦隊カーレンジャー（1996年）[3]
  - 電磁戦隊メガレンジャー（1997年）[3]
  - 星獣戦隊ギンガマン（1998年）[3]
  - 救急戦隊ゴーゴーファイブ（1999年）[5][注釈 4]
  - 未来戦隊タイムレンジャー（2000年）[3]
  - 天装戦隊ゴセイジャー（2010年）[注釈 5][11][注釈 6]
  - 動物戦隊ジュウオウジャー（2016年）[注釈 5][13]
- 鉄甲機ミカヅキ（2000年）[1]
- ウルトラシリーズ
  - ウルトラマンネクサス（2004年）[注釈 5]
  - ウルトラマンマックス（2005年）[注釈 5]
  - ウルトラマンメビウス（2006年）[注釈 5][9]
- 仮面ライダーシリーズ
  - 仮面ライダー電王（2007年）[注釈 5][注釈 7]
  - 仮面ライダーキバ（2008年）[注釈 5][注釈 8]
  - 劇場版 仮面ライダー電王&キバ クライマックス刑事（2008年）[注釈 5][18]
  - 仮面ライダーディケイド（2009年）[注釈 5]
  - 仮面ライダーW（2009年）[注釈 5][注釈 9]
  - 仮面ライダーオーズ/OOO (2010年）[注釈 5][11]

### アニメ
- 奇鋼仙女ロウラン（2002年）
- 出撃!マシンロボレスキュー（2003年）[注釈 5]

### ゲーム
- PAL 神犬伝説（1997年）

### 玩具
- マシンロボ ムゲンバイン[注釈 5]

### 舞台
- TEAM 発砲・B・ZIN 「ジャスキス トリロジー」（2000年）

### 雑誌連載
- 阿部統の怪人進化論（特撮雑誌『宇宙船』、朝日ソノラマ） - 古今東西の怪人や怪獣のデザインを研究し、オリジナル怪人を進化させていこうという企画。1997年夏号（81号）より開始。